# Instituto Tecnológico de Ciudad Juárez
El Instituto Tecnológico de Ciudad Juárez (o también conocido por su siglas I.T.C.J.), es una institución pública de educación superior localizada en Ciudad Juárez, Chihuahua.
Actualmente, el ITCJ imparte 12 carreras a nivel licenciatura, tres maestrías , un doctorado y programa de educación abierta y a distancia, en las áreas de ciencias sociales y administrativas, e ingeniería. Forma parte del sistema del Tecnológico Nacional de México (TecNM) y de la Secretaría de Educación Pública de México.

## Historia
El ITCJ fue creado el 3 de octubre de 1964, sin embargo, éste vino a sustituir al Instituto Tecnológico Regional (ITR), Número 11, que a su vez sustituyó a la Escuela Técnica Industrial y Comercial N.º 21.
En 1960 el presidente Adolfo López Mateos prometió que crearía el Instituto Tecnológico tomando en consideración que la Ciudad requería de técnicos cada vez más especializados para su incipiente industria. Además, la población urbana se había incrementado a 276 995 habitantes.
A escasos 3 días de que finalizara el sexenio del Presidente Adolfo López Mateos, un funcionario de la SEP inauguró el plantel.
1508 alumnos fundadores estuvieron agrupados así de acuerdo con su nivel educativo: 1193 de la Secundaria Técnica; 84 de la Preparación Elemental, 47 de la Especialización Técnica y 184 de la Preparatoria Técnica.
La primera ocasión que el ITR n.º 11 tomó parte activa en un evento deportivo fue en los Novenos Juegos Ínter tecnológicos celebrados en la Capital Estatal, en 1965. Esto fue el comienzo de los triunfos en este tipo de justas e hizo que las liebres fueran la sede de 2 eventos nacionales de esta naturaleza (1968 y 1982).
1966 fue trascendente para este plantel pues principió a impartirse la primera carrera profesional: Contador Público y Auditor, seguida un año después por Ingeniería Industrial, con 53 estudiantes.
En septiembre de 1967 el Tecnológico abre la matrícula para la carrera de Ingeniería Industrial, con especialidades en Mecánica, Eléctrica, electrónica y Producción.
La década de los setenta comenzó con la novedad del sistema semestral (que sustituyó la anualidad), con la tercera carrera profesional (Administración de Empresas) y con la primera generación de egresados a nivel licenciatura.
La buena estrella proseguiría : fue el primer Tecnológico del Sistema en contar con un edificio propio para la Biblioteca; incrementó su predio y fundó la oficina "Escuela-Empresa" como vínculo con el sector productivo.
En 1973 se estableció el sistema de créditos (que sustituyó el plan semestral) y se abrieron al público los edificios Administrativo, de Cafetería y del Laboratorio de Producción. Dos años más tarde comenzó el postgrado, inaugurándose el edificio del Centro de Graduados.
Casi en los albores de su mayoría de edad, el Tecnológico juárense se asomó para ver qué había más allá de la frontera: participó en el proyecto de Educación para el Trabajo, auspiciado por la Organización de Estados Americanos y estableció los Simposiums Internacionales de Ingeniería Industrial en que participan reconocidos conferencistas e investigadores. Por entonces fue sede de la jornada de Ciencia, Tecnología y Cultura del Japón en México, además de contar con maestros invitados egresados de universidades de Rumania y Polonia. Lo anterior ocurrió cuando el Ing. Sergio O. Villezcas fungió como rector.
Por si fuera poco, en esta época se inventó aquí la TACO. Los catedráticos del I.T.C.J, crearon un computador parlante bajo la denominación de Tecnología Automatizada y Computarizada. Si otro país se sentía orgulloso por su Apple, nosotros nos dimos nuestro TACO. 
En este período, renombrados catedráticos impartieron aquí sus conocimientos : Kapadia Zuber, Burke, Targowski, De Jong Davis ... Toda una gama de transculturación.
En el mundo del espectáculo, 1983 fue un buen año para la casa de las liebres: Se estrenaron los estudios de Teletec para producir programas de televisión y el grupo de las Guitarras Clásicas del maestro Aquiles Valdez lanzó su primer disco de larga duración.
En su etapa de expansión el I.T.C.J proyectó su presencia, mediante el Sistema Abierto de Enseñanza en Nuevo Casas Grandes y Ciudad Cuauhtémoc. Lo efectuó también por medio de suplementos dominicales y planas enteras en los diarios locales y a través de un programa radiofónico transmitido desde El Paso. Últimamente con la designación de uno de sus extitulares el Dr. Esteban Hernández, como director general del Sistema Nacional de Institutos Tecnológicos, dependiente de la SEP.
Considerando que es imperativa la actualización de sus egresados, el plantel fundó nuevas maestrías y un doctorado, este último iniciado en 1995.
Nunca antes un egresado "Liebre" había dirigido los destinos de su alma mater, a partir de octubre de 1996 lo realiza el Contador Público Alfredo Estrada García.
De marzo de 1999 y hasta agosto de 2005 el director fue el Dr. Jaime Sánchez Leal.
A partir del 1 de septiembre de 2005 hasta inicios del 2006 el director fue el Ing. Ángel Rafael Quevedo Camacho.
En el 2007 abre su nueva carrera: Ingeniería en Mecatrónica.
En ese mismo año se publica al Instituto como una de las 100 mejores universidades de México, dentro de la lista publicada por Reader's Digest en la revista Guía Universitaria.
POLITICA DE CALIDAD Y AMBIENTAL
El Instituto Tecnológico de Cd. Juárez establece el compromiso de implementar sus procesos con eficacia, orientados hacia la satisfacción de sus clientes, sustentada en la calidad del proceso educativo, preservando al medio ambiente y previniendo la contaminación por impactos ambientales de sus actividades y servicios, a través de sus sistemas de gestión de calidad y ambiental, cumpliendo con los requisitos legales aplicables y mediante la mejora continua, conforme a las normas ISO 9001:2008/NMX-CC-9001-IMNC-2008 e ISO 14001:2004/NMX-SAA-14001-IMNC-2004. 
Rev. 3
EL ESCUDO 

## Oferta Educativa
- Contador Público
- Licenciatura en Administración
- Ingeniería Eléctrica
- Ingeniería Electromecánica
- Ingeniería Electrónica
- Ingeniería Industrial
- Ingeniería Logística
- Ingeniería Mecánica
- Ingeniería Mecatrónica
- Ingeniería en Gestión Empresarial
- Ingeniería en Sistemas Computacionales
- Ingeniería en Tecnologías de la Información y Comunicación

## Reconocimientos
El Instituto Tecnológico de Ciudad Juárez fue galardonado por la Global Quality Foundation este martes 5 de junio de 2007 , en la Ciudad de Chihuahua, con el Galardón Internacional Excelsis por su trayectoria de calidad y excelencia.
Con una historia de 57 años al servicio de la educación tiempo en el que ha logrado aportar a la comunidad más de 27,000 egresados que con la aplicación de sus conocimientos han contribuido de una manera determinante al desarrollo integral de Ciudad Juárez y de México, El Instituto Tecnológico de Ciudad Juárez, comunica con orgullo y satisfacción que se ha hecho acreedor a este distintivo que es un reconocimiento a su trayectoria de calidad y excelencia en favor de la educación superior de nuestro país.
Estos galardones son entregados a los líderes de nuestra sociedad en reconocimiento y estímulo a su labor de excelencia. Es una distinción que se otorga a figuras públicas en instituciones o empresas que demuestran tener una gestión de excelencia la cual dignifique la labor de los miembros “excelentes” en su entorno, a escala internacional. Global Quality Foundation se enorgullece en galardonar a los líderes de calidad de la República Mexicana, a los protagonistas de la excelencia que han trascendido sus fronteras, para demostrar que cuando existe un sólido compromiso con la calidad no existen límites.
En el 2012 obtiene la Certificación en el Sistema de Gestión de Equidad de Género MEG.
El Instituto Nacional de las Mujeres (inmujeres) que preside Rocío García Gaitán, entregó el distintivo del Modelo de Equidad de Género MEG:2003 por un periodo de dos años al Instituto Tecnológico de Ciudad Juárez por adoptar un Sistema de Gestión de Equidad de Género.
Como una distinción que caracteriza el esfuerzo en la mejora continua de la Calidad de los programas, la Secretaría de Educación Pública entrega por TERCERA ocasión consecutiva, un reconocimiento a la Calidad, al Instituto Tecnológico de Cd. Juárez.
En la Ceremonia de Reconocimiento a las Instituciones de Educación Superior realizada el 12 de diciembre de 2011 en la Ciudad de México, el Maestro Alonso Lujambio Irazabal entregó al Ing. Juan Armando Hurtado Corral director del ITCJ, este máximo reconocimiento otorgado por la SEP.

## Infraestructura en telecomunicaciones
El I.T.C.J. renueva su infraestructura en telecomunicaciones a finales del 2009, continuando su reestructuración hasta el 2011, los cambios mayores efectuados son:
1. Migración de IP públicas a privadas en todo su entorno
2. Implementación de Firewall
3. Reemplazo de equipo e implementación de capa 3 del modelo OSI
4. Incremento de Ancho de Banda para aulas de 4 Mbps a 80 Mbps
5. Implementación de sistema VoIP para trabajar en conjunto con el sistema actual tradicional.
6. Implementación de VPN entre TEC 1 y TEC 2.

## Fuerza Liebre, A.C., la Asociación de Egresados del Instituto Tecnológico de Ciudad Juárez
El cariño y lealtad hacia el ITCJ, motivó la creación de Fuerza Liebre, A.C. la Asociación Civil de Egresados del TecNM Campus Instituto Tecnológico de Ciudad Juárez. El 26 de marzo de 2021 se llevó a cabo la firma del Acta Constitutiva.
A través de la organización, coordinación y liderazgo de Consejo Directivo de Fuerza Liebre, A.C., en representación de todos los egresados de la Institución de todas las carreras y todas las generaciones, nuestros egresados tratan de regresar un poco de toda la ayuda y apoyo que han recibido en el transcurso de sus carreras profesionales, en coordinación y colaboración cercana con los directivos de la Institución.
Gracias a la participación activa de los egresados, Fuerza Liebre, A.C. empodera a los alumnos para que obtengan una carrera profesional por medio de becas de equidad social, apoya a los miembros del cuerpo docente en el salón de clases con sus experiencias y conocimientos, fortalece los recursos financieros del Instituto para mejoras en su infraestructura y para la ejecución de iniciativas que sustenten la excelencia académica, deportiva y cultural, fomentando una cultura de innovación, compañerismo, inclusión y altruismo.
El Consejo Directivo de Fuerza Liebre, A.C. está formado por Alma Lilia Arzate Torres, Lic. en Administración de Empresas, ‘93, ocupando el puesto de Coordinadora General; Zeferino Cisneros Sáenz, Ing. Industrial, ‘00, ocupando el puesto de Secretario; Patricia Sánchez Mijares, Lic. en Contaduría, ‘92, ocupando en el puesto de Tesorera; Fabiola Angélica Luna Ávila, Lic. en Contaduría, '99, y Tomás Eduardo Rodríguez Cortinas, Lic. en Administración de Empresas, ‘00, son también miembros del Consejo Directivo de la Asociación.